# Adrian Boult
Sir Adrian Cedric Boult (ur. 8 kwietnia 1889 w Chester, zm. 22 lutego 1983 w Londynie) – brytyjski dyrygent.

## Życiorys
Uczył się w Westminster School w Londynie (1901–1908) oraz Christ Church w Oksfordzie (1908–1912). W latach 1912–1913 studiował w konserwatorium w Lipsku, gdzie jego nauczycielami byli Arthur Nikisch i Max Reger. W 1914 roku uzyskał na Uniwersytecie Oksfordzkim tytuł Doctor of Music. W tym samym roku zadebiutował jako dyrygent podczas koncertu w West Kirby w 1914 roku, a także dyrygował orkiestrą Covent Garden Theatre. 
Dyrygował City of Birmingham Symphony Orchestra (1925–1930 i 1959–1960), BBC Symphony Orchestra (1930–1950) i London Philharmonic Orchestra (1950–1957). Od 1942 do 1950 roku był dyrygentem festiwalu The Proms. W latach 1919–1930 i ponownie 1962–1967 wykładał w Royal College of Music w Londynie. W 1979 roku przeszedł na emeryturę.
W 1937 roku otrzymał tytuł szlachecki. Odznaczony Orderem Towarzyszy Honoru (1969).

## Dorobek
Prezentował szeroki program koncertowy, począwszy od wielkich symfoników XVIII- i XIX-wiecznych po muzykę współczesną. Odegrał znaczącą rolę w propagowaniu w świecie muzyki angielskiej.
Występował gościnnie w wielu krajach europejskich oraz w Stanach Zjednoczonych, dyrygując m.in. orkiestrami Boston Symphony i New York Philharmonic. Współpracował i przyjaźnił się z takimi twórcami jak Gustav Holst, Ralph Vaughan Williams, Edward Elgar i Arthur Bliss, którzy często dedykowali mu swoje utwory.
Dyrygował prapremierowymi wykonaniami m.in. Planet Holsta (1918), Symfonii Pastoralnej (1922), IV Symfonii (1935) i VI Symfonii (1948) Vaughana Williamsa, Music for Strings Blissa (1935) i II Symfonii Tippetta (1958), a także angielską prapremierą Wozzecka Albana Berga (1934). Wspólnie z BBC Symphony Orchestra dokonał nagrań płytowych utworów m.in. Beethovena, W.A. Mozarta, Schuberta, Sibeliusa i Brahmsa.
Opublikował prace A Handbook on the Technique of Conducting (Oksford 1921, wyd. zmienione Londyn 1968) i Thoughts on Conducting (Londyn 1963), a także autobiografię My Own Trumpet (1973).